# کشف الغمه فی معرفه الائمه

کشف الغُمَّة فی معرفة الائمة کتابی است نوشته ابوالحسن علی بن عیسی بن ابی الفتح اربلی. اربلی از ادیبان شیعی قرن هفتم هجری است که در شهر اربل، در شمال عراق به دنیا آمد و در سال ۶۹۳ هجری در بغداد بدرود حیات گفت. صاحب امل الامل از وی به عظمت یاد کرده و نوشته‌است: «او دانشمند، فاضل، محدث، ثقه، شاعر، ادیب و نگارنده و مجمع فضائل بود» وی بخش آخر جزء سوم این اثر ارزشمند را به مهدی امام دوازدهم شیعه اختصاص داده و به مباحثی چون محل تولد ایشان، زمان تولد، نسب، پدر، مادر، اسم، کنیه و لقب او پرداخته‌است.

## معرفی اجمالی کتاب
ترتیب این کتاب بر طبق اسامی چهارده معصوم است. گردآورنده ابتدا به تحولات پیامبر اسلام و زندگینامه او  پرداخته، پس از آن زندگی بقیه چهارده معصوم را به ترتیب آورده و در ضمن اشاره‌ای هم به خَدیجه دختر خویلد  (۶۸ق‌ه-۳ق‌ه) نخستین همسر محمد، مادر فاطمه و اولین زن ایمان آورنده به اسلام کرده‌است.
وی درباره پیامبر اسلام و هر یک از امامان شیعه، ابتدا نام و ولادت آنها و بعد زندگینامه آنان را به تفصیل ذکر می‌کند. پس از آن، به بیان فضایل و معجزات و افتخارات آنان می‌پردازد و فرزندان، اولاد و نسب آنها را ذکر می‌کند. وصیتنامه‌ها و جریان شهادت و وفات آنان نیز قسمتی از عناوین کتاب را تشکیل داده‌اند.